# Kalksteengroeven bij Tryggeboda

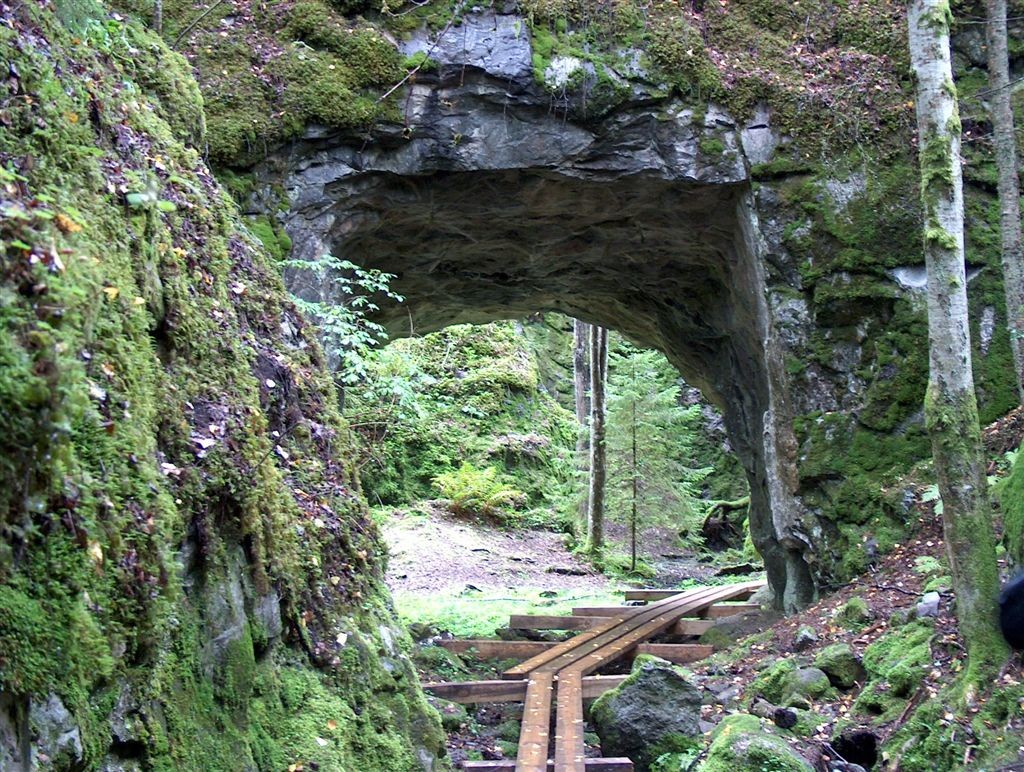
Imposant portaal vormt de ingang tot de kalksteengroeven

De kalksteengroeven bij Tryggeboda (Zweeds: Limstensgruvorna) in de gemeente Lekeberg in Zweden, speelden in het midden van de negentiende eeuw een belangrijke rol bij de ijzerproduktie in Degerfors. Tegenwoordig is het een natuurreservaat waar gewandeld kan worden in het mystieke decor van de groeven.

## Geschiedenis
Reeds aan het begin van de negentiende eeuw begon men in Tryggeboda met het winnen van kalk uit de kalksteengroeven. Het duurde echter tot 1862 voordat dit serieuze vormen aannam. De ijzerfabriek in Degerfors had behoefte aan kalk en de kalksteengroeven konden aan deze vraag voldoen. Aan het einde van de negentiende eeuw nam de vraag naar kalksteen af. De productie nam af, om in 1905 geheel stilgelegd te worden.
Op de hoge, egale wanden zijn initialen en data te zien die de mijnwerkers destijds hebben aangebracht. Een bewijs dat er ooit drukke menselijke activiteit is geweest.

## Natuurreservaat
Nu zijn de kalksteengroeven teruggegeven aan de natuur. Het is een natuurreservaat geworden, waar de natuur haar gang kan gaan. De kalkhoudende grond is de oorzaak van de redelijk zeldzame vegetatie, onder andere bestaande uit Christoffelkruid, eenbloemig wintergroen, muursla en boswikke.

Kalksteengroeves bij Tryggeboda
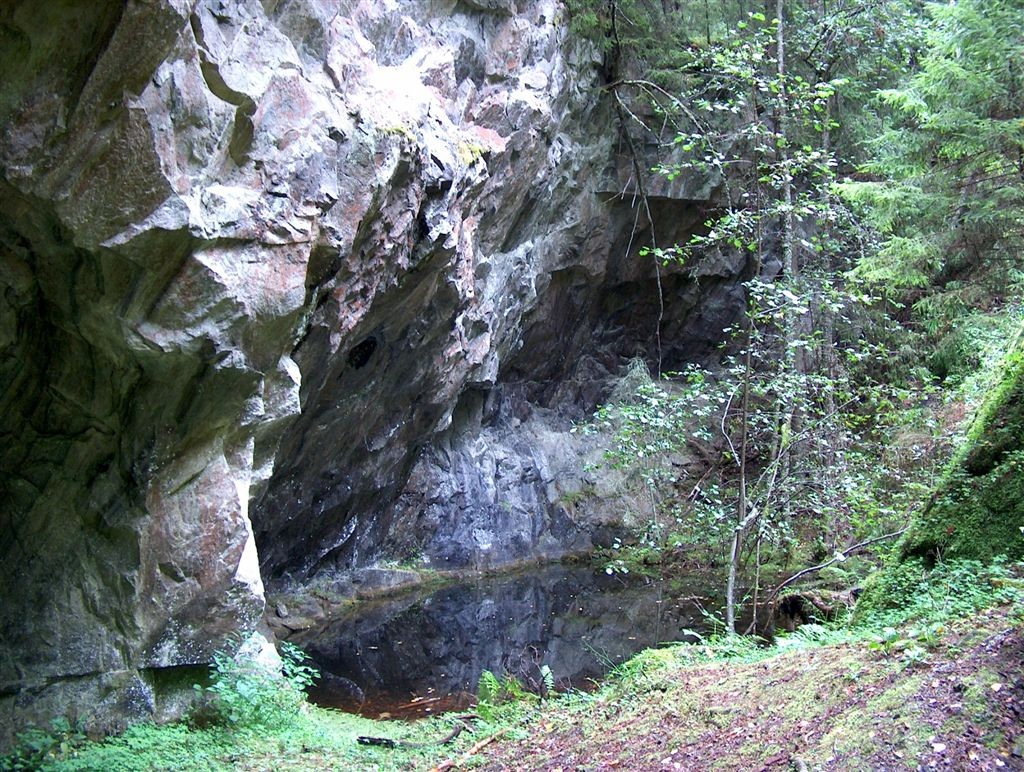
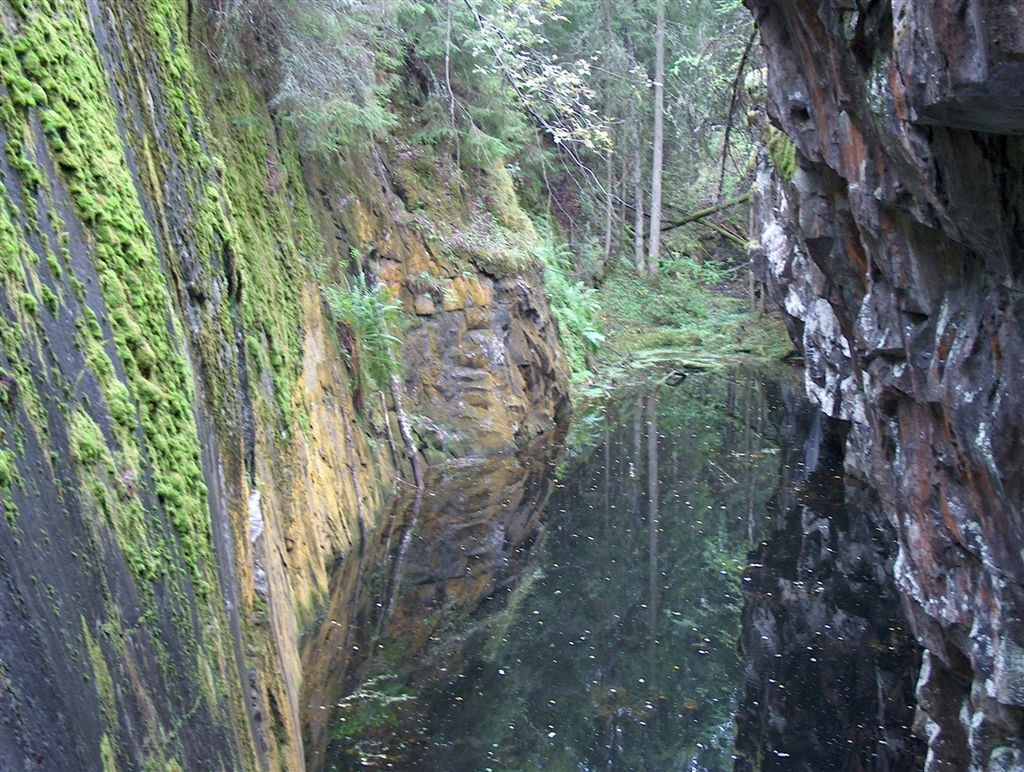
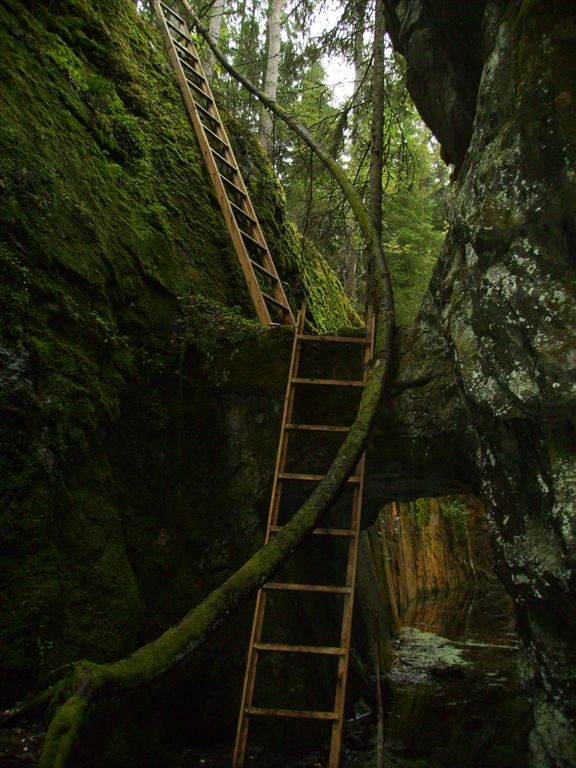
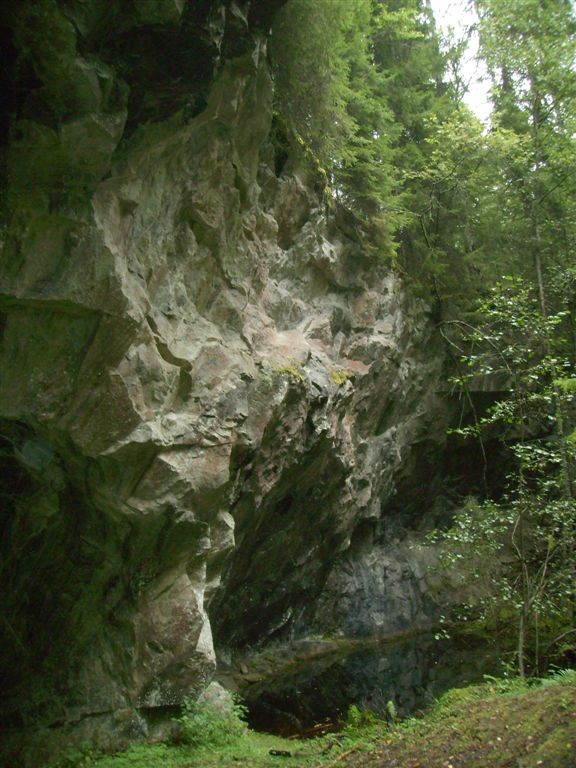